# 迪卡里大道
迪卡里大道（法語：Boulevard Décarie）位於加拿大魁北克省蒙特婁，北起聖勞倫斯區禾度嶺大道近蒙特利爾地鐵禾度嶺站，南至雪之嶺－恩典聖母區（Côte-des-Neiges—Notre-Dame-de-Grâce）聖賈克街（Rue St-Jacques），途中地鐵馬利亞城站（Villa-Maria）至都會公路（Autoroute Métropolitaine）或橫加公路間一段，兩方向行車線之間為魁北克15號公路（又名迪卡里快速公路（Autoroute Décarie））的行車線。在禾度嶺站與拿米站（Namur）間及諾東站（Snowdon）與馬利亞城站間之蒙特利爾地鐵2號線在迪卡里大道地底行走。

## 交匯主要道路
- 禾度嶺大道（Boulevard de la Côte-Vertu）
- 都會公路（Autoroute Métropolitaine）或橫加公路
- 莊塔隆大街（Rue Jean-Talon）
- 雲可恩大道（Avenue Van Horne）
- 聖路加嶺路（Chemin de la Côte-St-Luc）
- 舍布奇大街西 （Rue Sherbrooke Ouest）

## 沿路著名景點
- 北門廣場（Galeries Norgate），加拿大歷史最久的商場，
- 迪卡里熱狗（Decarie Hotdog），聞名全市的熱狗及芝士淋肉汁薯條店